# 飓风汉娜 (2008年)
飓风汉娜（英語：Hurricane Hanna）是2008年大西洋颶風季中，第八個被命名的熱帶氣旋。
該風暴是在8月28日，於背風群島之東北形成。同日，它增強為一熱帶風暴並被命名為汉娜（Hanna）。9月1日，它增強為一颶風。9月2日，它減弱為一熱帶風暴，并在巴哈馬登陆。截止至9月4日，已造成海地至少529人死亡。9月6日，它在北卡羅萊納州和南卡羅萊納州的邊界登陸。第二天，它轉性為一溫帶氣旋，國家颶風中心為它發出最後報告。